# Emballonura serii
Emballonura serii là một loài động vật có vú trong họ Dơi bao, bộ Dơi. Loài này được Flannery miêu tả năm 1994.